# Cvičná loď

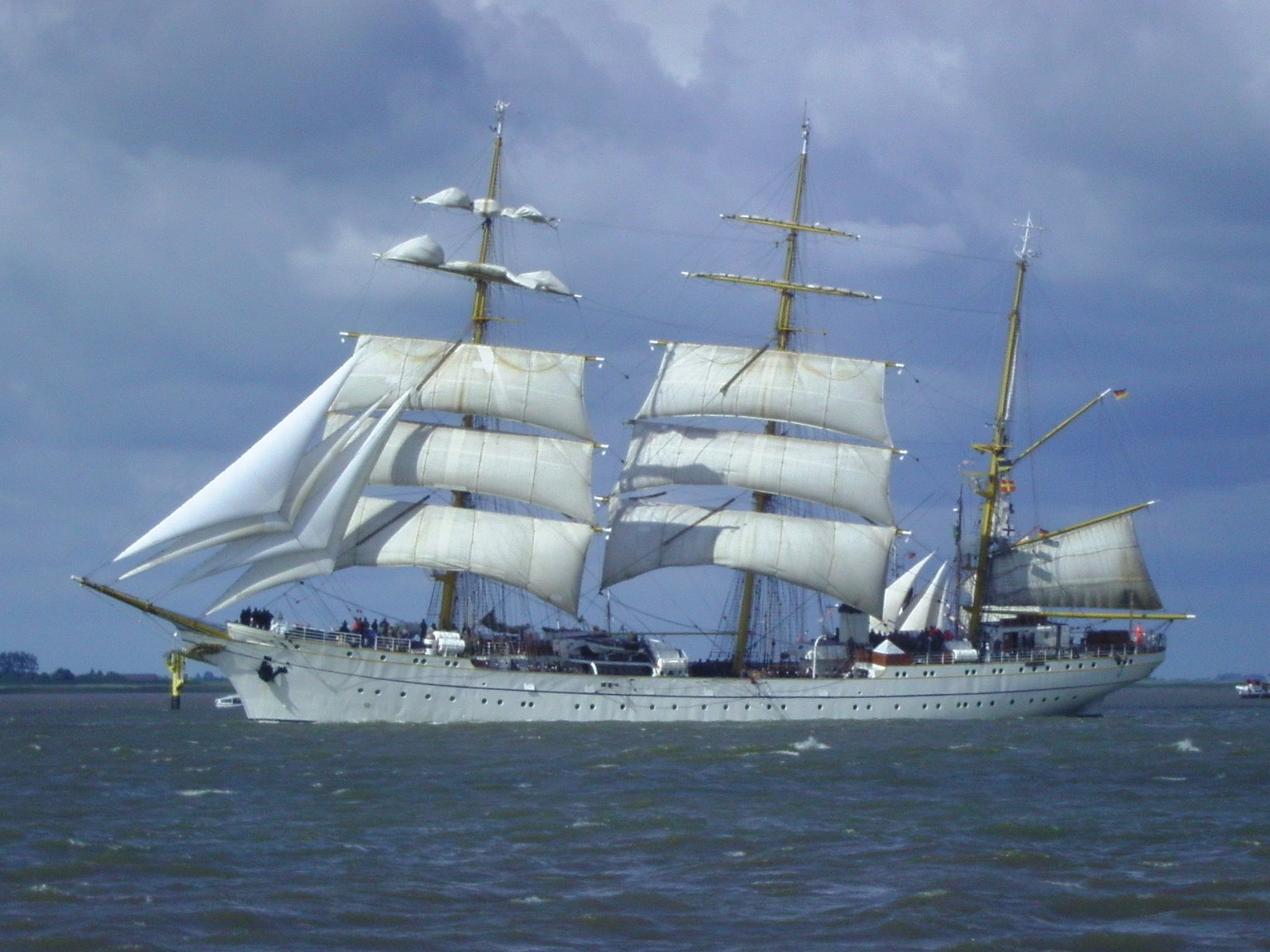
Německý cvičný bark Gorch Fock

Cvičná loď je loď sloužící k výcviku námořníků. Cvičné lodě provozují zejména vojenská námořnictva, aby získala posádky svých plavidel. K výcviku slouží plavidla všech velikostí. Může se jednat o specializovaná nově postavená plavidla, nebo plavidla upravená, například starší válečné lodě vyřazené z prvoliniové služby. Cvičné lodě dále slouží přímo k výcviku na moři, nebo jsou využívány jako stacionární cvičná plavidla (například vyřazený britský lehký křižník třídy Caroline HMS Caroline).

## Historie
K pionýrům systematického námořního výcviku patří britská organizace The Marine Society, kterou založil Jonas Hanway roku 1756. V roce 1786 společnost zakoupila obchodní loď Beatty a přejmenovala jej na Marine Society. Je to nejstarší známá cvičná loď, která však byla stacionární a zůstala ukotvena v Deptfordu a Greenwichina řece Temži. Nejstarší plavba lodě v kadety je doložena v roce 1844. Pruské námořnictvo k výcviku využívalo plachetní korvetu SMS Amazone.

## Galerie

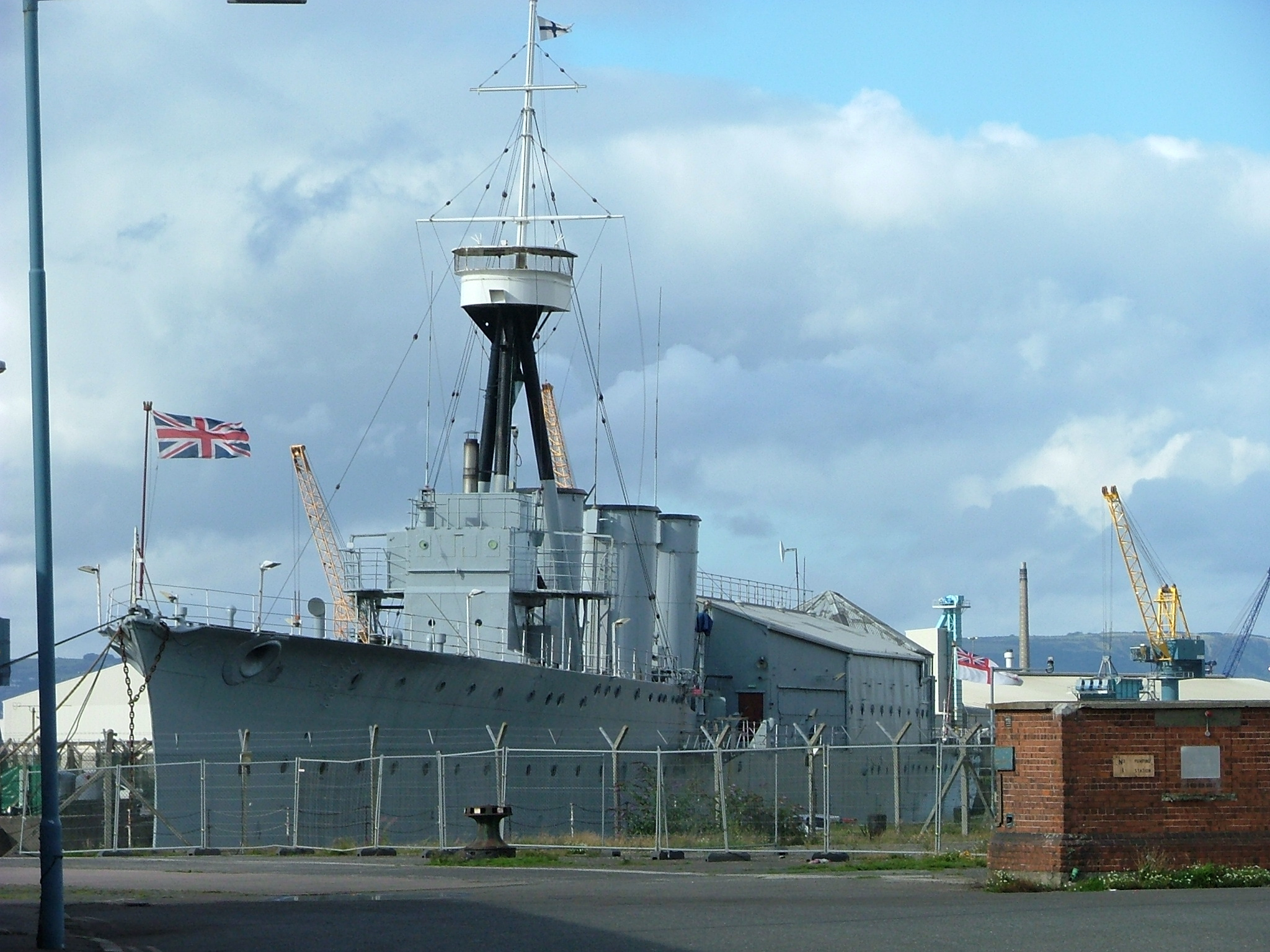
Stacionární cvičná loď vzniklá z vyřazeného lehkého křižníku HMS Caroline
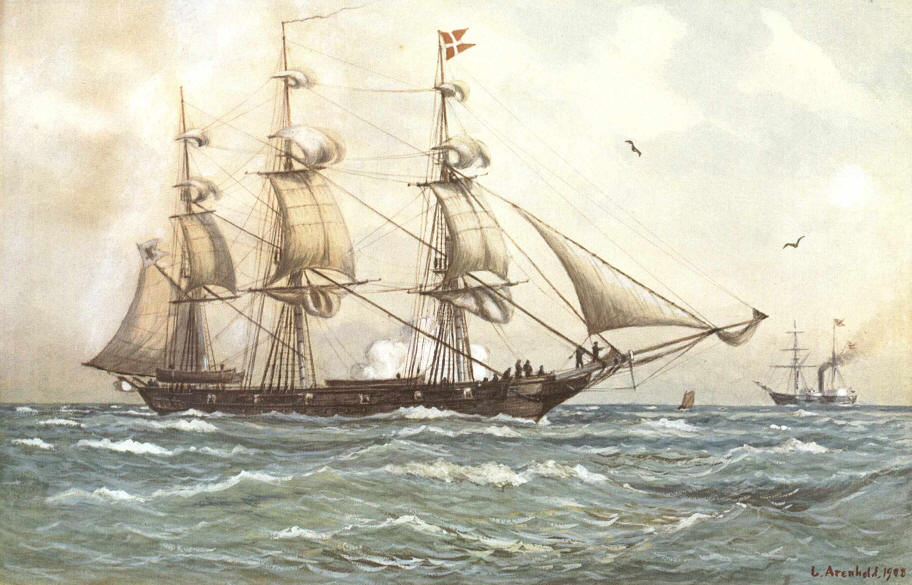
Pruská plachetní korveta SMS Amazone
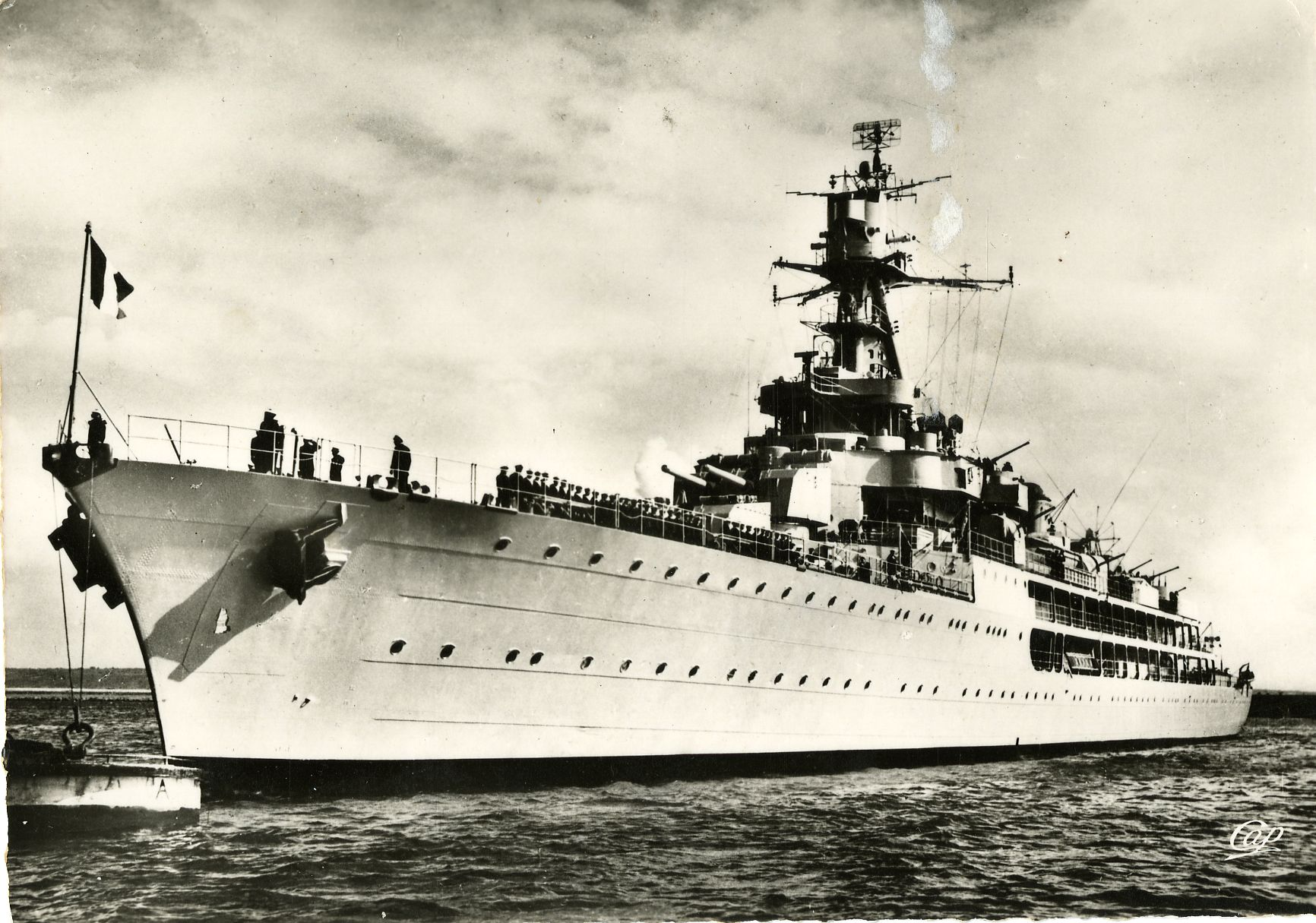
Francouzský cvičný lehký křižník Jeanne d'Arc
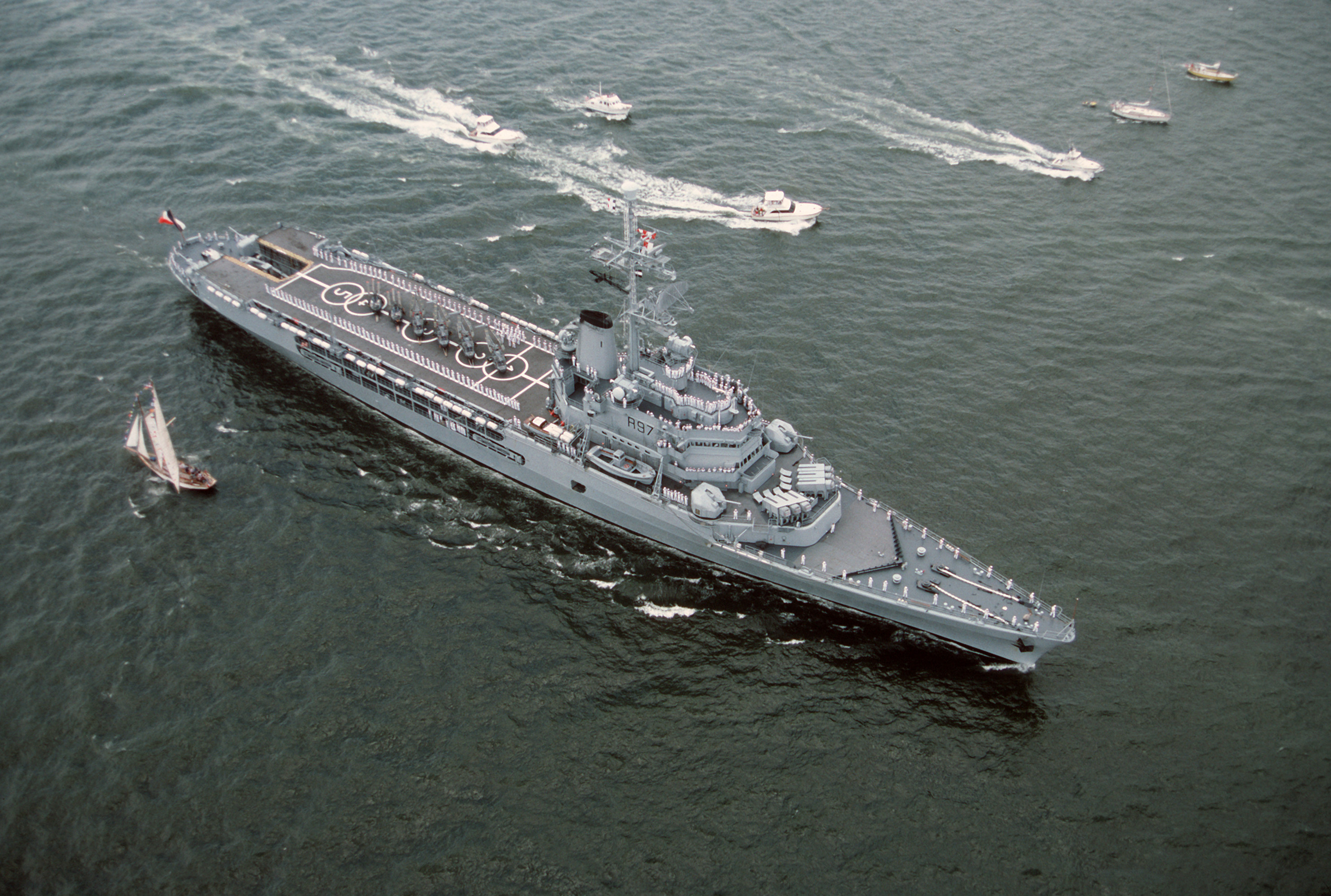
Francouzský cvičný vrtulníkový křižník Jeanne d'Arc
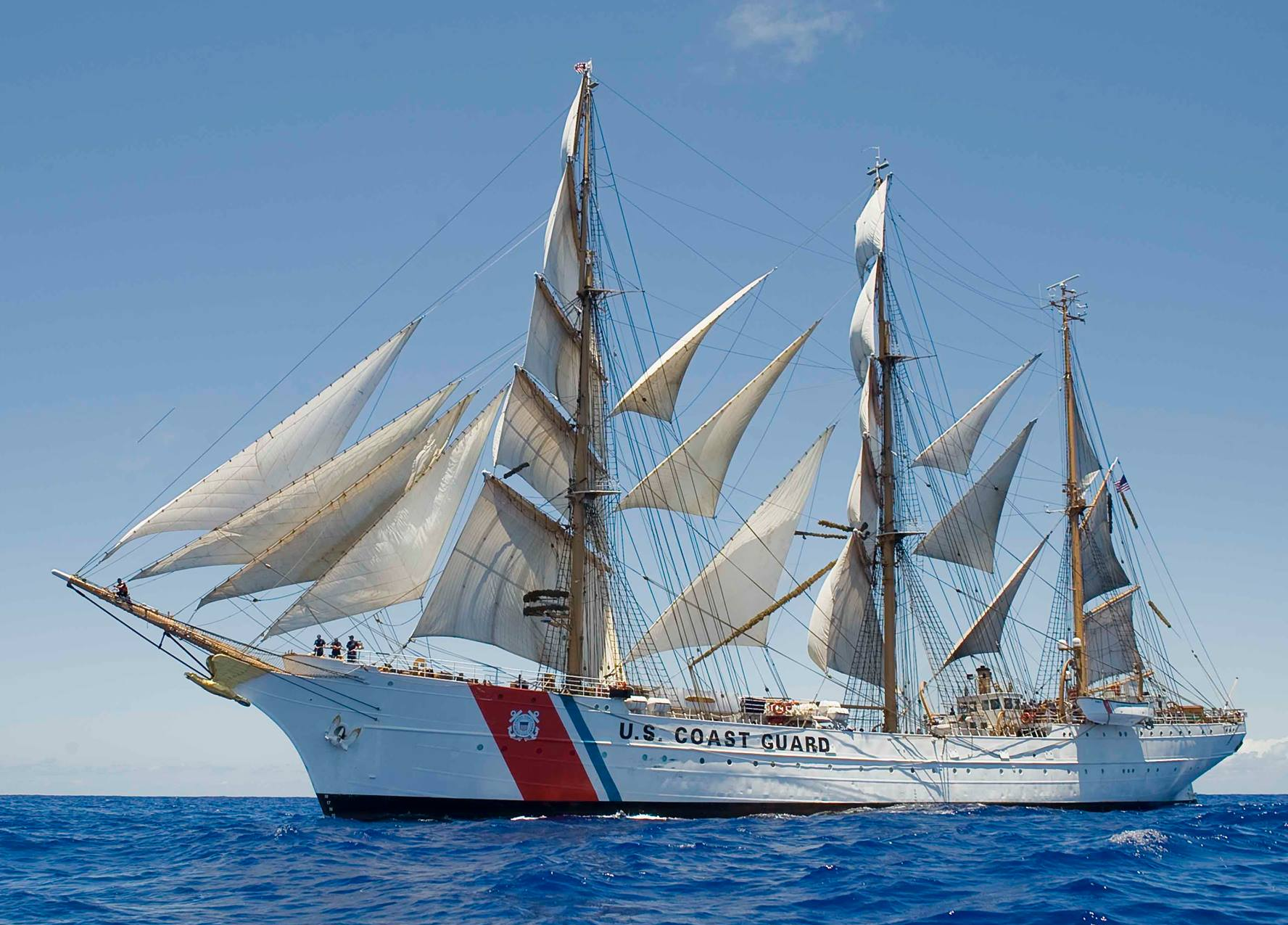
Americký cvičný bark USCGC Eagle (WIX-327)
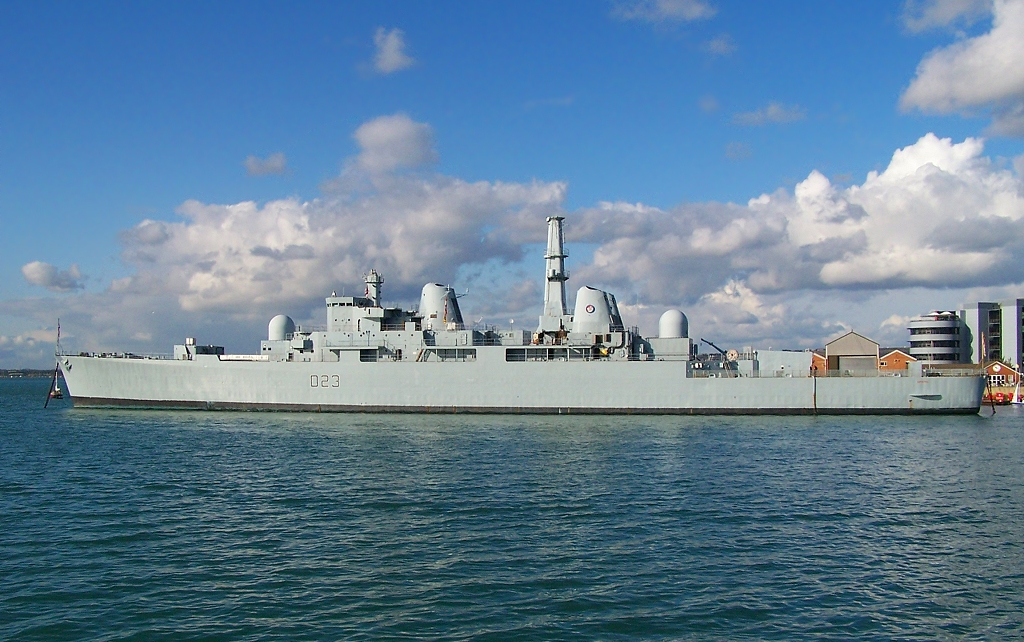
Britské cvičné pozemní zařízení HMS Excellent vzniklo na vyřazeném torpédoborci Bristol

## Příklady cvičných lodí

### Alžírsko
- Soummam (937)

### Austrálie
- MV Sycamore – cvičná loď pro letecký výcvik

### Čína
- Čeng Che (81)
- Čchi Ťi-kuang (83)

### Francie
- Jeanne d'Arc – cvičný lehký křižník
- Jeanne d'Arc – cvičný vrtulníkový křižník

### Indie
- INS Tir (A86)

### Itálie
- Amerigo Vespucci

### Japonsko
- Katori (TV-3501)
- Kašima (TV-3508)

### Jižní Korea
- Hansando (ATH-81)

### Jugoslávie
- Galeb – zároveň prezidentská jachta

### Německo
- Gorch Fock – cvičný bark
- Deutschland (A59) – víceúčelová cvičná loď

### Norsko
- SS Statsraad Lehmkuhl – cvičná bark

### Peru
- BAP Unión (BEV-161) – cvičná plachetnice

### Španělsko
- Juan Sebastián de Elcano (A-71) - cvičná plachetnice

### Velká Británie
- HMS Bristol – stacionární cvičná loď, původně raketový torpédoborec
- RFA Engadine (K08) – vrtulníková letadlová loď
- RFA Argus (A135) – cvičná letadlová loď

### USA
- USS Sable (IX-81) a USS Wolverine (IX-64) – cvičné letadlové lodě
- USCGC Eagle (WIX-327) – cvičná bark